# Michel Tognini
Michel Tognini ( * 30. září 1949 Vincennes, Francie) je bývalý francouzský kosmonaut. Začínal jako vojenský pilot, roku 1985 se dostal mezi astronauty francouzské kosmické agentury CNES, do vesmíru vzlétl poprvé roku 1992, na týdenní návštěvu ruské orbitální stanice Mir, jako člen 10. návštěvní expedice na stanici. Roku 1999 vzlétl do vesmíru podruhé, tentokrát na palubě amerického raketoplánu Columbia při misi STS-93. Po návratu přešel do oddílu astronautů Evropské kosmické agentury. V letech 2003–2004 v Evropském středisku astronautů vedl oddíl astronautů, od roku 2005 stojí v čele celého střediska.

## Život
Michel Tognini se narodil 30. září 1949 ve francouzském Vincennes. padesátitisícovém městě v pařížské aglomeraci. Absolvoval leteckou školu v Grenoblu, diplom inženýra získal roku 1973 na akademii vojenského letectva v Salon-de-Provence. Poté sloužil ve vojenském letectvu jako pilot, létal na stíhacích bombardérech Super Mystère B2 a Mirage F1. Roku 1982 prošel výcvikem na škole zkušebních letců ve Velké Británii (Empire Test Pilots School)), poté sloužil ve zkušebním středisku v Cazaux a od roku 1999 v Bretigny-sur-Orge. Na 80 typech letadel nalétal na 4300 hodin.
Roku 1984 se přihlásil do druhého náboru astronautů francouzské kosmické agentury CNES, uspěl a v září 1985 se stal jedním ze sedmi nových astronautů.
V srpnu 1986 byl jmenován záložníkem Jean-Loup Chrétiena při jeho letu na vesmírnou stanici Mir v sovětsko–francouzském programu Aragatz (5. návštěvní expedice). Od listopadu 1986 cvičil ve Středisku přípravy kosmonautů v Hvězdném městečku. Chrétienův let proběhl v listopadu–prosinci 1988.
V letech 1989–1990 se v Toulouse podílel na přípravě pilotovaných kosmických letů raketoplánu Hermes, s Jean-Pierre Haignerém měl být v první posádce raketoplánu. Roku 1990 se zúčastnil druhého náboru astronautů Evropské kosmické agentury (ESA), do oddílu ESA však vybrán nebyl.
V následujícím rusko–francouzském programu Antarès (10. návštěvní expedice na Mir) byl vybrán ke kosmickému letu. Od ledna 1991 se připravoval ve Hvězdném městečku, mimo jiné i na simulátorech sovětského raketoplánu Buran. Do vesmíru odstartoval 27. července 1992 v kosmické lodi Sojuz TM-15 z kosmodromu Bajkonur s Anatolijem Solovjovem a Sergejem Avdějevem, v posádce lodě zastával pozici kosmonauta-výzkumníka. Na Miru se věnoval se především lékařsko-biologickým experimentům navazujícím na program Agaratz, v kosmu prožil 13 dní, 18 hodin a 56 minut, přistál 10. srpna 1992 v Sojuzu TM-14 společně se starou posádkou Miru (11. základní expedice – Alexandr Viktorenko, Alexandr Kaleri).
V letech 1995–1996 prodělal v Johnsonově vesmírném středisku NASA v Houstonu společnou přípravu s astronauty 15. náboru NASA, kterou završil získáním kvalifikace letového specialisty. Poté pracoval v Johnsonově středisku.
V listopadu 1997 byl jmenován letovým specialistou posádky mise STS-93. Raketoplán Columbia k letu STS-93 vzlétl z Kennedyho vesmírného střediska 23. července 1999. Hlavním cílem lmise bylo vypuštění rentgenové observatoře Chandra. Columbia přistála 27. července po 4 dnech 22 hodinách a 50 minutách letu.
V listopadu 1999 v rámci sjednocování (západo)evropských skupin astronautů přešel ze zrušeného oddílu CNES do sboru astronautů Evropské kosmické agentury (ESA). Aktivním astronautem byl do 1. května 2003, kdy byl jmenován vedoucím oddělení astronautů v Evropském středisku astronautů (Astronaut Division at the European Astronaut Centre) v Kolíně nad Rýnem. V lednu 2005 se stal vedoucím celého střediska.
Michel Tognini je podruhé ženatý, z každého manželství má syna a dceru.